# Kamp Esterwegen
Kamp Esterwegen (Duits: Lager VII Esterwegen) was tijdens de Tweede Wereldoorlog een Duits strafkamp. Voor de oorlog deed het kamp korte tijd dienst als concentratiekamp. Het kamp bevindt zich 25 kilometer over de grens met de Nederlandse provincie Groningen.

## Geschiedenis
Het ommuurde kamp Esterwegen werd in 1933 opgericht door de nazi's. Het was een zogenaamd dubbelkamp, bestemd voor 2000 gevangenen. Vanaf de poort gezien was het rechter deel van het kamp in gebruik door Duitse gevangenen. Aan de linker zijde verbleven de overige nationaliteiten. Esterwegen was net als Dachau een "modelkamp" van de SS en bleef tot de bouw van zijn opvolger Sachsenhausen in 1936 een concentratiekamp. Nadien werd het gebruikt als een strafkamp. Later werden er nog meer kampen in het Emsland en Bentheim gesticht, zodat het complex uiteindelijk vijftien kampen telde. Het geheel staat bekend als de Emslandlager.

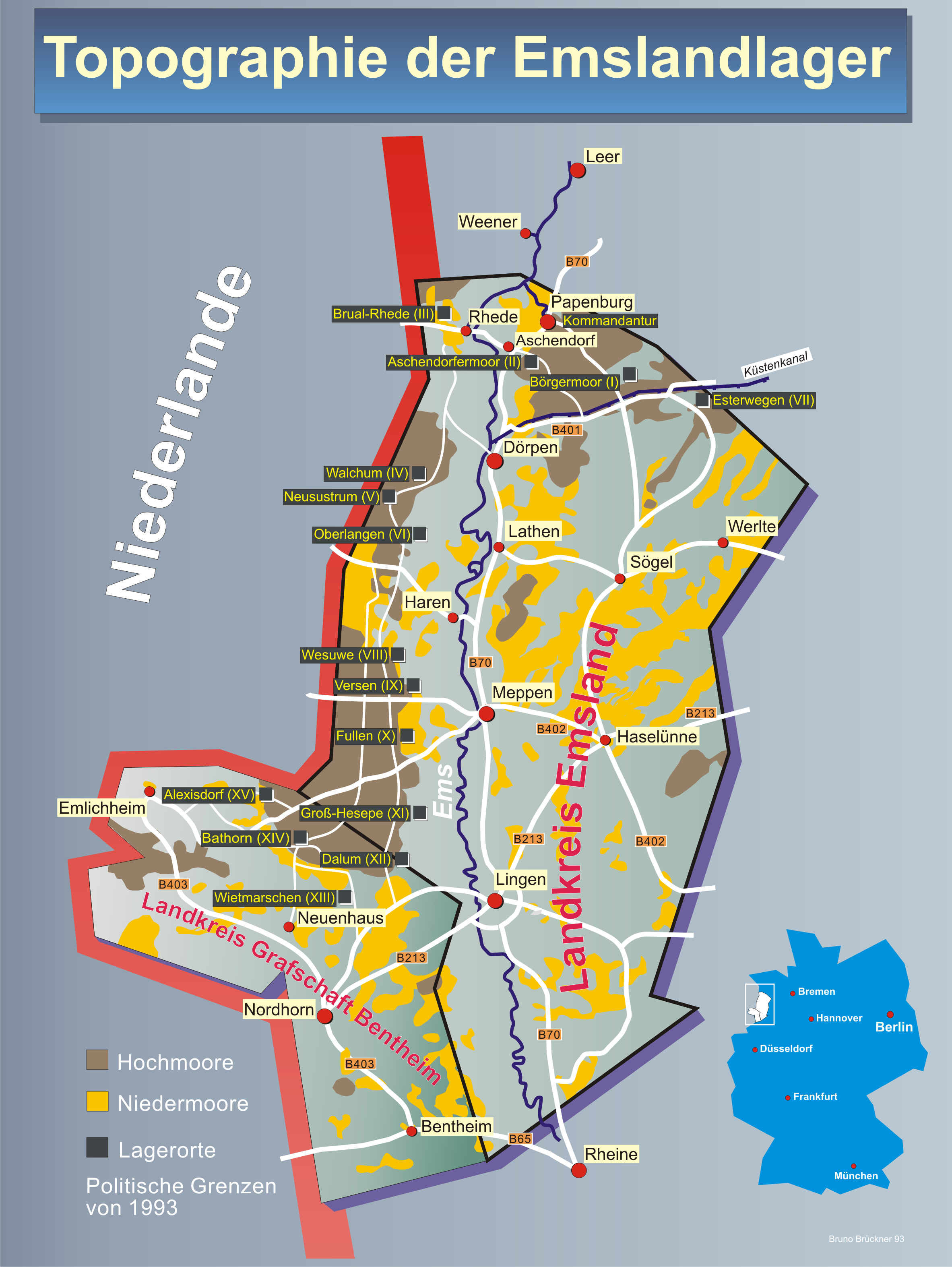
De ligging van de Emslandlager

Het genoemde kamp Sachsenhausen werd gebouwd door arbeiders uit Esterwegen. In de officiële Duitse lijst van concentratiekampen heeft Esterwegen nr. 379. Als Emslandlager staat het kamp bekend als Lager VII Esterwegen. Vanaf 1933 werden er voornamelijk communisten, maar ook sociaaldemocraten, pacifisten, vakbondsleden en intellectuelen opgesloten. Later werden er ook Jehova's getuigen, homoseksuelen en zogenoemde 'Arbeitsunwillige' opgesloten. Vanaf mei 1943 komen er vanuit Frankrijk, België en Nederland verzetsstrijders (Duits: Nacht und Nebel Gefangenen; kort NN) aan in het speciaal voor hen gebouwde nieuwe deel van het kamp. Dat deel bood onderdak aan 500 gevangenen. De beroemdste gevangene van Esterwegen was Carl von Ossietzky, een pacifist die in 1935 de Nobelprijs voor de Vrede kreeg. Hij mocht van de Duitse overheid de prijs niet zelf in ontvangst nemen.

## Buitenkampen
In 1933 waren er buitenkampen van Esterwegen in Bad Zwischenahn nr. 72, Edewechterdamm nr. 341 van 25.7.1942 tot 27.9.1943, Einbeck nr. 347, Emden nr. 361, Oldenburg nr. 1098, Plantlünne nr. 1143, Preußisch Oldendorf nr. 1175 en Rastdorf nr.1197 van 13.12.1938 tot 29.2.1944.

## Omstandigheden
De gevangenen moesten zonder machines en zonder geschikte kledij (zo hadden ze bijvoorbeeld geen waterdichte laarzen) het veen ontginnen. Er is een periode geweest waarin de gevangenen in twee maanden geen droge kleding hadden. Het was zeer zwaar werk dat onder erbarmelijke omstandigheden zo'n 9 uur per dag verricht moest worden. Daarnaast werden de gevangenen bij terugkeer uit het veen soms ook nog eens afgeranseld. De geestelijke mishandeling was niet te beschrijven.

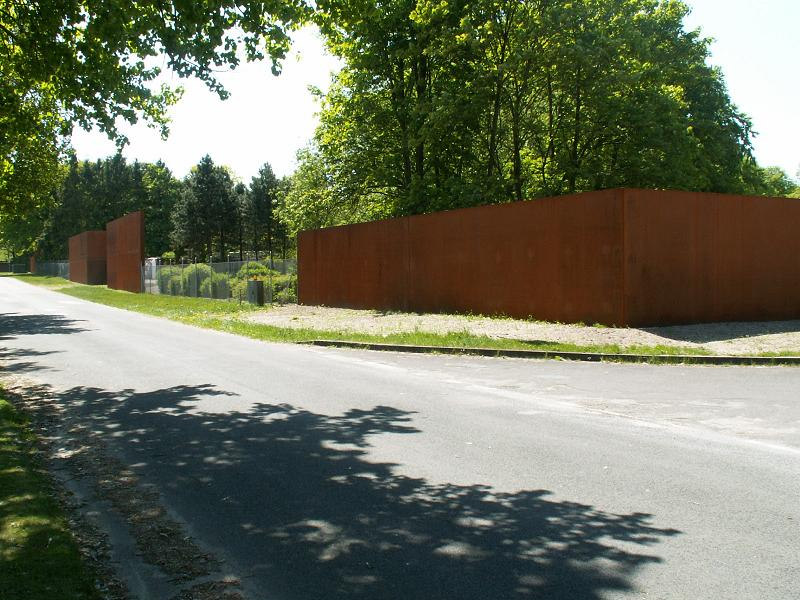
Artistieke reconstructie van de ingang van voormalig Kamp Esterwegen

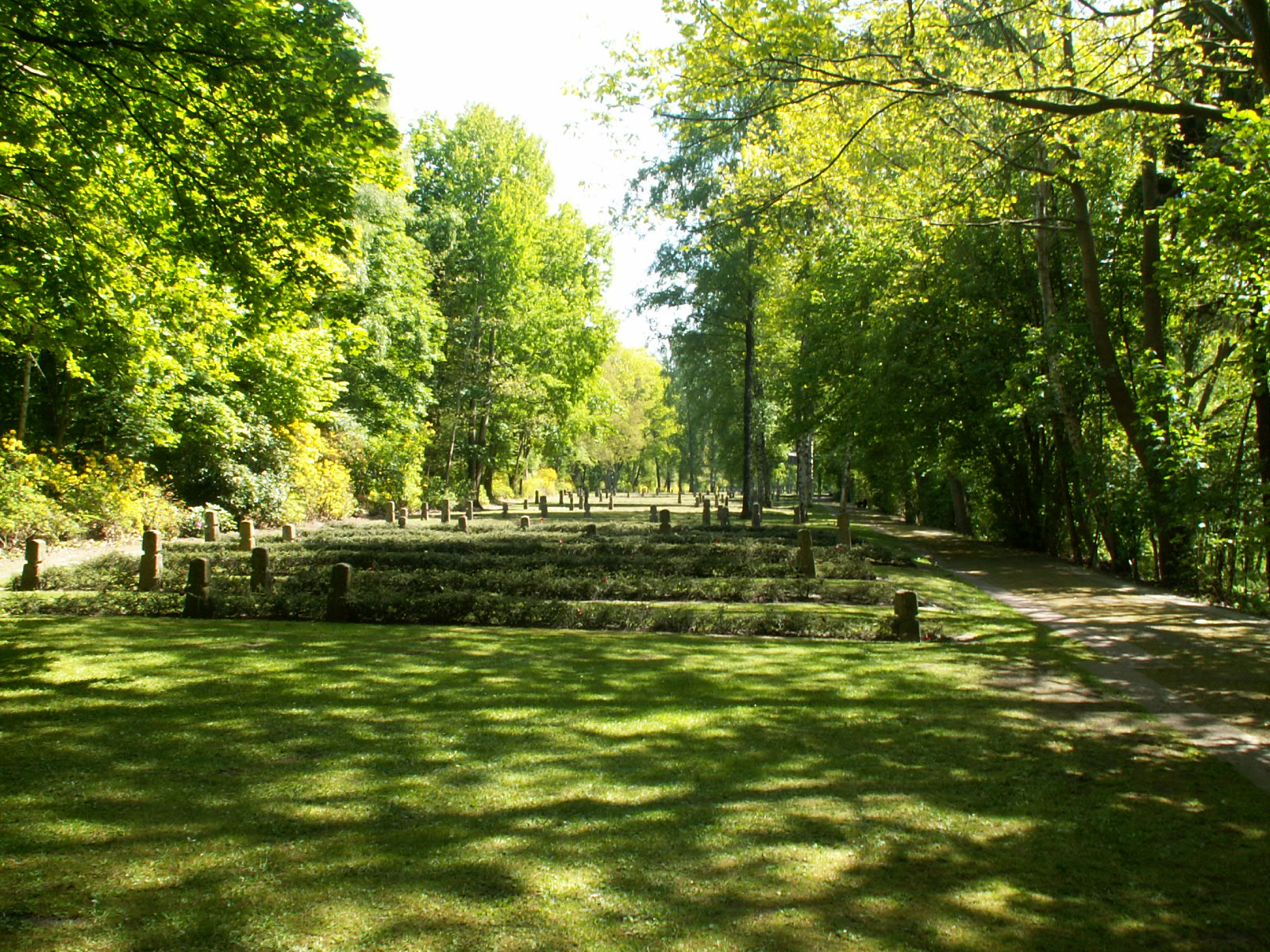
Begraafplaats Bockhorst/Esterwegen

## Na de oorlog
De begraafplaats van kamp Esterwegen is ongeveer vijf kilometer van het kamp gelegen. Hier liggen ruim 1300 mensen begraven die in het kamp vermoord zijn. Rond en op de begraafplaats staan een achttal monumenten waaronder een monument voor de vrijmetselaars en een voor de Luxemburgers. Tot 2012 is er aan de inrichting van gedenkplaatsen in en bij kamp Esterwegen gewerkt. Het voormalige kamp is deels door kunstenaars heringericht. Daarbij zijn authentieke elementen weer zichtbaar gemaakt. Bij het heringerichte kamp bevindt zich het nieuwe informatie- en documentatiecentrum van het Dokumentations- und Informationszentrum Emslandlager (DIZ). Het stiltecentrum, met onder andere de Kapelle en het Raum der Sprachlosigkeit van de architect Ulrich Tilgner en de beeldhouwer Klaus Simon, in Kloster Esterwegen is sinds 2007 toegankelijk. Het wordt beheerd door de Zusters Franciscanessen (Mauritzer Franziskanerinnen), die ook als gids voor bezoekers functioneren.

## Dodental
In de vijftien Emslandlager hebben naar schatting 100.000 krijgsgevangenen en 80.000 politieke- en strafgevangenen moeten verblijven. Naar schatting zijn 30.000 van deze gevangenen in de Emslandlager vermoord. Voor het merendeel zijn dat Sovjet-krijgsgevangenen geweest. Deze liggen op negen begraafplaatsen en in massagraven begraven. Per kamp kan zowel qua inwonertal als ten aanzien van het dodental niets specifieks met zekerheid worden gezegd. De schattingen van Kamp Esterwegen liggen rond de 1.500 doden. Van de begraafplaatsen is voor een deel van de gevallen wel bekend hoeveel mensen er liggen en welke nationaliteit deze mensen hadden. Hoeveel van de 180.000 kampbewoners de oorlog hebben overleefd is onbekend. Velen zijn later in andere kampen vermoord.

## Ontsnappingen
Soms moesten de gevangenen op enkele honderden meters van de Nederlandse grens werken. Regelmatig trachtten de gevangenen de Nederlandse grens over te vluchten. Bij die vluchtpogingen werd er gericht op de gevangenen geschoten. Toch zijn er enige tientallen ontsnappingen gelukt. Maar Nederland stuurde de asielzoekers in de meeste gevallen terug. Vaak betekende dat alsnog de dood van de vluchteling. In enkele gevallen, die publieke aandacht trokken, werden asielzoekers niet naar Duitsland teruggestuurd, maar naar andere landen uitgewezen.

## Liberté Chérie

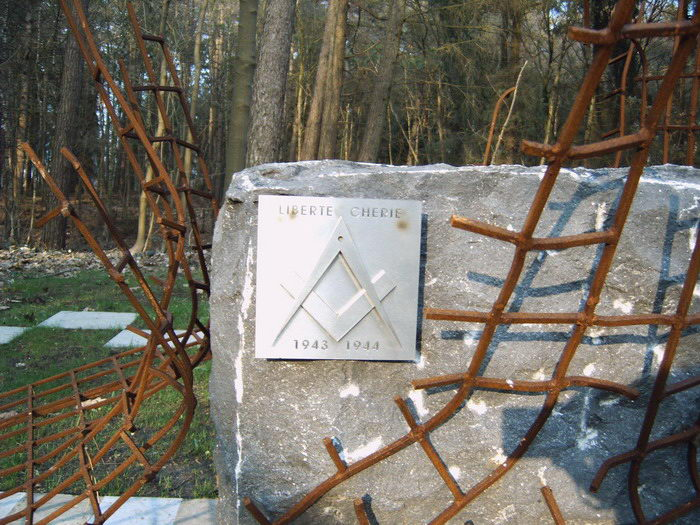
Detail van het monument in ter nagedachtenis van Liberté Chérie

De Loge Liberté Chérie was een van de zeer weinige vrijmetselaarsloges opgericht in een concentratiekamp. Op 15 november 1943 ichtten de zeven Belgische verzetsstrijders en vrijmetselaars Luc Somerhausen, Jean De Schrijver, Jean Sugg, Henry Story, Amédée Miclotte, Franz Rochat en Paul Hanson, in barak 6 in het Emslandlager VII de vrijmetselaarsloge Liberté Chérie (Geliefde vrijheid) op. Deze heeft bestaan tot maart 1944.